# František Jakub Jindřich Kreibich
František Jakub Jindřich Kreibich (německy Franz Xaver Heinrich Jakob Kreibich; 26. července 1759, Kamenický Šenov – 17. prosince 1833, Litoměřice) byl katolický kněz, čestný kanovník litoměřické kapituly, čestný člen Královského muzea českého a kartograf. Věnoval se také meteorologii, astronomii a topografii.

## Životopis
Jeho předkové byli německy mluvící skláři a v Kamenickém Šenově žili již v 17. století, otec obchodoval s plátnem. Na vychování byl poslán k příbuzným do Hoštky, kde také chodil do školy. Další vzdělání se mu dostalo na jezuitském gymnáziu v Chomutově, filosofii a teologii poté studoval v Praze. Roku 1780 složil veřejné zkoušky z matematiky a fyziky.
Rozhodl se pro duchovní dráhu a vstoupil do pražského generálního semináře a nakonec prožil ještě rok semináře v Litoměřicích, kde byl 9. července 1786 vysvěcen na kněze. Stal se kaplanem a roku 1795 farářem v Žitenicích, kde působil až do roku 1829, kdy se odebral na odpočinek do Litoměřic (bydlel zde v Michalské ulici čp. 38/6), kde dokončil v roce 1833 "Mapu nejsevernější části království českého".
Zde také 17. prosince 1833 po oboustranném zápalu plic zemřel. Pohřben byl 20. prosince 1833 v katolické části litoměřického hřbitova.

## Kartografická činnost
Již na studiích obrátil se Kreibich se zvláštní zálibou k zeměpisu a astronomii. Roku 1790 vydal první své kartografické dílo: mapu franckého kraje, potom se však věnoval výhradně české kartografii.
Jedním z jeho prvních významných činů bylo vytvoření podrobné mapy litoměřické diecéze, kterou na žádost tehdejšího biskupa Kindermanna dokončil v roce 1794. Již při této kartografické práci se spřátelil s kartografem Aloisem Davidem (1757-1836), který v Čechách zaváděl metody astronomického a geodetického měření souřadnic sídel. Na základě jeho výpočtů, které byly dokončeny v roce 1805, Kreibich navrhl novou podrobnou mapu Čech (v měřítku 1 : 246 500), vydanou potom několikrát v letech 1807-1820 (poprvé vyšla v Norimberku roku 1807, v Praze u Marka Berry až roku 1818). Významným počinem byla také jeho "Poštovní mapa Čech" vytištěna v roce 1819.
Poslední mapy litoměřického a mladoboleslavského kraje vyšly až po jeho smrti v roce 1834. Znovu je pak vytiskl roku 1838 litoměřický vydavatel Karl Wilhelm Medau, vydané pod názvem "Nejnovější a nejúplnější atlas království českého". Mimo to uveřejnil Kreibich v časopise "Hyllos" seznam všech míst v Českém království a pomáhal při vydávání Sommrovy topografie.
V Žitenicích, souběžně s kartografickými pracemi, zahájil také hned od počátku svého působení meteorologická měření. Od roku 1787 zde měřil teploty, tlak vzduchu a prováděl jiná pozorování (tzv. Žitenicko-litoměřická řada, druhá nejstarší v Čechách po Praze – Klementinu).

## Společenské ohodnocení
Jeho rozsáhlé aktivity došly všeobecného ocenění a Kreibich postupoval jak v církevních, tak i ve vědeckých hodnostech. V roce 1795 dosáhl doktorátu filozofie, roku 1820 byl jmenován korespondujícím členem Vlastenecko-hospodářské společnosti a v roce 1827 čestným členem Společnosti vlasteneckého muzea v Praze. Za svoji horlivou činnost byl jmenován čestným kanovníkem litoměřické kapituly v roce 1807, a roku 1817 byl jmenován děkanem.

## Životní odkaz
Kreibichova rozsáhlá knihovna byla po jeho smrti prodána v dražbě. Jeho kartografická pozůstalost však přešla do majetku Společnosti vlasteneckého muzea a v archivu Národního muzea v Praze, a je zachována dodnes. Řada jeho map je uložena také ve Státním oblastním archivu v Litoměřicích.
František Kreibich se věnoval meteorologii, astronomii a topografii, ale nejvýznamnější dílo zanechal v kartografii, jež znamenalo prvopočátek české soudobé domácí kartografie. V upomínku na tuto vynikající osobnost byla 12.4. 1925 na žitenické faře odhalena pamětní deska. Jelikož deska, která byla po dlouhou dobu na zdi fary, praskla, rodáci z Německa si jí odvezli a nechali vytvořit novou. Ta byla i s nově vytvořenou českou deskou odhalena v kostele přesně po 100 letech 12.4. 2025. 

## Mapy
- Charte des Königreichs Böheim nach zuverlässigen geographischen Hülfsmitteln, Praha 1821
- Neuester und vollständigster Atlas des Königreiches Böhmen, Praha [mezi 1821 a 1834], dostupné online
- Karten des Königreiches Böhmen ... nach zuverlässigen geographischen Hülfsmitteln, Praha 1826
- Charte vom Königreiche Böheim nach den Ortsbestimmungen des k. Astronom H. Can. Alois David und nach zuverlässigen geograph. Hülfsmitteln, Praha 1827
- Charte vom Beranner Kreise des Königreichs Böheim nach zuverlässigen astronomischen Ortsbestimmungen und geographischen Hülfsmitteln entworfen und gezeichnet, Praha 1828
- Charte vom Elbogner Kreise mit dem Egerischen Bezirk und dem Kronlehn Gut Asch nach zuverlässigen geographischen Hülfsmitteln bearbeitet, Praha 1828
- Charte vom Pilsner Kreise des Königreiches Böheim nach zuverlässigen geographischen Hülfsmitteln, Praha 1830
- Charte vom Prachiner Kreise des Königreiches Böheim nach zuverlässigen geographischen Hülfsmitteln, Praha 1831
- Charte vom Chrudimer Kreise des Königreiches Böheim nach zuverlässigen geographischen Hülfsmitteln, Praha 1833